# Christian Goethals
Christian Goethals (Heule, 4 de agosto de 1928 - Kortrijk, 26 de fevereiro de 2003) foi um piloto de Fórmula 1 belga.
Correu apenas uma prova, o GP da Alemanha de 1958, pela Cooper. Não pontuou (teve problemas com a bomba injetora de combustível).